# Johannes Gistel

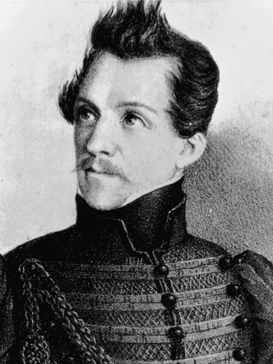
Johannes Gistel

Johannes Nepomuk Franz Xaver Gistel, auch Gistl, (* 11. August 1809 in München; † 1873) war ein deutscher Zoologe.

## Leben
Gistel hatte ein Bakkalaureat in Medizin, einen Magister Artium und war Dr. phil. (Promotion in München 1829 in Zoologie). Er war Lehrer für Naturgeschichte und Geographie in München (mit Professoren-Titel) und Museums-Konservator.
Er befasste sich mit Entomologie, aber auch anderen Tiergruppen wie Säugern, Reptilien, Amphibien und Mollusken. Er war Redakteur der Zeitschrift Faunus (Zeitschrift für Zoologie und vergleichende Anatomie, ab 1832). Außer in Faunus veröffentlichte er viel in Isis von Lorenz Oken.
Gistel benutzte auch das Pseudonym G. Tilesius (teilweise ein Anagramm seines Namens).
Von ihm stammt die Benennung der Robben-Gattung Hydrurga, der Salamander-Gattung Hydromantes, der Sizilianischen Mauereidechse (Podarcis wagleriana), die Käfer-Unterfamilie Sitonini und der Käfer-Gattung Hiperantha. Die von ihm eingeführten Mäuse-Gattungen Cletrionomys (Rötelmäuse) und Clonomys (Sicista) hielten sich nicht, da ihm andere zuvorgekommen waren. Gistel war in erster Linie Entomologe, seine Arbeiten zum Beispiel über Mäuse galten als ungenau.
Seine Sammlung ist in der Zoologischen Staatssammlung München. Er erhielt die königlich preußische große goldene Medaille für Kunst und Wissenschaft und war Mitglied vieler naturwissenschaftlicher Gesellschaften wie der Reunion deutscher Naturforscher und Ärzte.
Gistel veröffentlichte auch eine Biographie des Generals Theodor von Hallberg-Broich (1863) und eine von Carl von Linné. Außerdem veröffentlichte er Gedichte, eine Reisebeschreibung durch Süddeutschland und Norditalien und Adressbücher von Entomologen sowie 1856 eine Neueste Geographie und Statistik des Königreichs Bayern.

## Schriften
- Enumeratis Coeleopterum Agri Monacensis. Jaquet München 1829 (Beschreibung der Käfer aus der Umgebung von München, gleichzeitig seine Dissertation in München)
- Reise durch Süddeutschland und Norditalien, Band 1, 1834.
- Die jetzt lebenden Entomologen, Kerffreunde und kerfsammler Europa’s und der übrigen Continente. Jacquet, München 1834.
- Lexikon der entomologischen Welt, der carcinologischen und arachnologischen. Adressenbuch der lebenden Entomologen und Entomophilen etc.; der Carcinologen und Arachnologen sammt ihren Schriften, dann der Naturforscher-Akademien und deren Verhandlungen, der zoologischen Ephemeriden, Bibliographien, Biographien und Real-Wörterbücher, der öffentlichen und Privat-Sammlungen der Welt, der Schriften über Sammlungs- und Aufbewahrungsweise der Gliederthiere, mit doppelten Registern und einer Aufzählung aller entomologischen, carcinologischen und arachnologischen Schriftsteller von Aristoteles an bis zur Gegenwart, Schweizerbart, Stuttgart 1846.
- Naturgeschichte des Thierreichs für höhere Schulen. Stuttgart 1848.
- Herausgeber: Die Naturforscher diess- und jenseits der Oceane. Reise- und Correspondenz-Handbuch für Geologen, Geognosten, und Mineralogen, Botaniker, Zoologen… Straubing 1856.
- Die Mysterien der europäischen Insektenwelt. Ein geheimer Schlüssel für Sammler aller Insektenordnungen und Stände behufs des Fangs, des Aufenthaltsorts, der Wohnung, Tag- und Jahreszeit etc. Kempten 1856.
- Plenoma zu den Mysterien der europäischen Insektenwelt mit einem systematischen Verzeichnis der Schmetterlinge und Käfer Europa’s. Straubing 1856.
- Vacuna oder die Geheimnisse aus der organischen und leblosen Welt. Ungedruckte Originalien-Sammlung von grösstentheils noch lebenden und verstorbenen Gelehrten aus dem Gebiete sämmtlicher Naturwissenschaften, der Medizin, Literaturgeschichte, des Forst- und Jagdwesens, der Oekonomie, Geschichte, Biographie und der freien schönen Künste. Schorner, Straubing 1857, 2 Bände.
- System der deutschen Katarakten. Straubing 1857.
- Die südwestbayerische Schweiz, oder das Algäu im Allgemeinen und ein Theil von Sonthofen insbesondere: vom erdkundlich-naturwissenschaftlichen und historisch-statistischen Standpunkte für Naturfreunde und Reisende geschildert. Schorner, Straubing 1857 (Digitalisat).
- Carolus Linnaeus. Ein Lebensbild. Sauerländer, Frankfurt 1873 (Digitalisat).

Gedichtbände
- Harfentöne der Andacht und Liebe
- Selam. Huldigungs-Dichtung, 1833.
- Alpenrosen, 1834.